# ريدينغ (فيرمونت)
ريدينغ (بالإنجليزية: Reading, Vermont)‏ هي بلدة تقع بولاية فيرمونت في الولايات المتحدة. تبلغ مساحتها 107.9 (كم²)، وترتفع عن سطح البحر 570 م، بلغ عدد سكانها 666 نسمة في عام 2010 حسب إحصاء مكتب تعداد الولايات المتحدة .

## وصلات خارجية
- www.readingvt.govoffice.com
- The US50 - Cities and Towns in Vermont State
- Vermont Cities and Towns, Facts, Map, Flag, Colleges, Government, and More